# Dilatometar
Dilatometar (lat. dilatare: rastezati) je mjerni instrument za mjerenje promjene volumena tvari zbog zagrijavanja ili nekih drugih fizičkih ili kemijskih procesa. Najjednostavnijim dilatometrima mjeri se promjena visine tekućine u kapilari (na primjer živin termometar), složenijima dilatometrima mjeri se promjena električnoga kapaciteta kondenzatora zbog razmicanja kondenzatorskih ploča, a najtočnija mjerenja izvode se laserskim dilatometrima.

## Toplinsko istezanje
Toplinsko istezanje ili toplinska dilatacija je svojstvo materije da mijenja obujam, u ovisnosti od temperature. Kada se materijal grije, čestice se počinju kretati s međusobno većim razmakom između njih. Materijali koji se s povećanjem temperature skupljaju su rijetki i to samo za određene temperature. Stupanj širenja materijala podijeljenim s promjerom temperature, naziva se koeficijent toplinskog istezanja i uglavnom se mijenja s temperaturom.
Jedan dio materijala se skuplja, u određenom području rasta temperature, i to se naziva negativno toplinsko istezanje. Ako se voda ohladi na 0 ºC, pa zatim grije na 4 ºC, onda se ona u tom području skuplja, a nakon 4 ºC, gdje ima najveću gustoću, se širi (anomalija vode). Isto silicij ima negativno toplinsko istezanje između 18 i 120 Kelvina.
Za razliku od plinova i tekućina, krute tvari nastoje zadržati svoj oblik s toplinskim istezanjem. Toplinsko istezanje uglavnom je manje, ako je energija kovalentnih veza veća, koja utječe isto na tvrdoću materijala, tako da tvrdi materijali imaju manje toplinsko istezanje. Tekućine se više toplinski šire od krutih tvari. Toplinsko istezanje stakla je veće od kristala.

### Koeficijent toplinskog istezanja
Koeficijent toplinskog istezanja opisuje kako se veličina tijela mijenja s promjenom temperature. Postoje linijski, površinski i obujamski koeficijent toplinskog istezanja, a koji će se uzeti, ovisi o primjeni. Obujamski koeficijent toplinskog istezanja je osnovni, jer s promjenom temperature, tijela mijenjaju obujam. Materijali koji se šire podjednako u svim smjerovima se nazivaju izotropni materijali. 
U slučaju plinova, tekućina i krutih tvari, obujamski koeficijent toplinskog istezanja se može opisati kao: 
{\displaystyle \alpha _{V}={\frac {1}{V}}\,\left({\frac {\partial V}{\partial T}}\right)_{p}}
indeks p pokazuje da je za vrijeme širenja tlak konstantan, a indeks V govori da se radi o toplinskom istezanju volumena.

### Toplinsko istezanje krutih tvari
Uobičajene inženjerske krute tvari imaju koeficijent toplinskog istezanja, koji se ne mijenja znatno s promjenom temperature, a i tlak ne utječe znatno na promjene dimenzija. 

#### Linijsko istezanje krutih tvari
Koeficijent toplinskog istezanja za linijsko istezanje se može opisati kao:
{\displaystyle \alpha _{L}={\frac {1}{L}}\,{\frac {dL}{dT}}}
gdje je L dužina, a dL/dT je odnos promjena linijskih dimenzija u ovisnosti od promjene temperature. Promjena dužine se može vrlo dobro procijeniti kao:
{\displaystyle {\frac {\Delta L}{L}}=\alpha _{L}\Delta T}